# Ергович, Миленко
Миленко Ергович (хорв. Miljenko Jergović, род. 28 мая 1966, Сараево) – боснийский и хорватский писатель.

## Биография
Родился в Сараево в хорватской семье. Окончил философский факультет Сараевского университета. Занимался журналистикой. С 1993 живет в Загребе.

## Книги

### Стихи
- Обсерватория Варшава/ Opservatorija Varšava (1988, премии Goran и Mak Dizdar)
- Uči li noćas neko u ovom gradu japanski? (1992)
- Небесная команда/ Himmel Comando (1992)
- По заледеневшему мосту/ Preko zaleđenog mosta (1996)
- Hauzmajstor Šulc (2001, Premio Napoli)

### Новеллы
- Сараевские “Мальборо”/ Sarajevski Marlboro (1994, Премия мира имени Эриха Марии Ремарка, Оснабрюк)
- Karivani (1995)
- Mama Leone (1999, премия Гринцане Кавур)
- Rabija i sedam meleka (2004)
- Drugi poljubac Gite Danon (2007)
- Psi na jezeru (2010)

### Романы и повести
- Бьюик Ривьера/ Buick Riviera (2002, Премия Матицы Хорватской, премия Августа Шеноа; премия фильму-экранизации на МКФ в Пуле за лучший сценарий)
- Дворы под ореховыми деревьями/ Dvori od oraha (2003)
- Иншалла, Мадонна, иншалла/ Inšallah Madona, inšallah (2004)
- Glorija in excelsis (2005)
- Ruta Tannenbaum (2006, премия Меши Селимовича)
- Freelander (2007)
- Srda pjeva, u sumrak, na Duhove (2009)
- Volga, Volga (2009)
- Отец/ Otac (2010)

### Пьесы
- Kažeš anđeo (2000)

### Эссе
- Naci bonton (1998)
- Книга для чтения по истории/ Historijska čitanka (2000)
- Historijska čitanka 2 (2006)
- Žrtve sanjaju veliku ratnu pobjedu (2006)
- Muškat, limun i kurkuma (2011)

## Признание
Стихи и проза Ерговича переведены на многие языки, включая турецкий.

## Публикации на русском языке
- Ергович М. Gloria in Excelsis / Пер. Л. Савельевой. М.: Центр книги Рудомино, 2018.
- Ергович М. Вилимовски; Могила; Географ; Библиотека / Пер. Л. Савельевой // Витражи: Лучшие писатели Хорватии в одной книге. М.: Омега-Л, 2022.
- Ергович М. Руфь Танненбаум / Пер. Л. Савельевой. СПб.: Издательство Ивана Лимбаха, 2022.
- В Журнальном зале